# Hymn Nauru
Nauru Bwiema (z naur. „Nauru, nasza Ojczyzno”) – hymn państwowy Nauru. Melodię skomponował australijski kompozytor Laurence Henry Hicks, a słowa napisała Margaret Hendrie. Pieśń została hymnem Nauru w 1968 roku, gdy wyspa ogłosiła swoją niepodległość.
Wersja nauruańska:
Nauru bwiema, ngabena ma auwe.
Ma dedaro bwe dogum, mo otata bet egom.
Atsin ngago bwien okor, ama bagadugu
Epoa ngabuna ri nan orre bet imur.
Ama memag ma nan epodan eredu won engiden,
Miyan aema ngeiyin ouge,
Nauru eko dogin!
Wersja angielska:
Nauru our homeland, the land we dearly love,
We all pray for you and we also praise your name.
Since long ago you have been the home of our great forefathers
And will be for generations yet to come.
We all join in together to honour your flag,
And we shall rejoice together and say;
Nauru for evermore!
Wersja polska:
Nauru, nasza Ojczyzno, kraju, który tak kochamy
Wszyscy się za ciebie modlimy i wychwalamy twoje imię
Przez tak długi czas byłaś domem naszych przodków
I tak będzie przez następne pokolenia
Wszyscy oddajemy honory Twej fladze
Już zawsze będziemy triumfować i głośno wołać:
Nauru – na wieki!